# Mitologia romana
Mitologia romana é estudo das lendas da Roma Antiga, usadas para explicar a formação do mundo, os fenómenos da natureza, os sentimentos e sensações físicas dos humanos e a evolução do conhecimento; de uma maneira pagã. Surgida em meados do século VIII a.C. com a fundação de Reino de Roma, vigorou por mais de mil anos na península Itálica.
O romano, que impregnava a sua vida pelo nume, uma força divina indefinida presente em todas as coisas, estabeleceu com os deuses romanos um respeito escrupuloso pelo rito religioso o Pax deorum – que consistia muitas vezes em danças, invocações ou sacrifícios.
Ao lado dos deuses domésticos, os romanos tinham diversas divindades, adaptadas várias vezes ao longo das várias fases da História de Roma. Assim, à tríade primitiva constituída por Júpiter (pai dos deuses e rei do Olimpo), Marte (deus da guerra) e Quirino (o rei Rómulo, mitológico fundador de Roma), os etruscos inseriram o culto das deusas Minerva (deusa da inteligência e sabedoria) e Juno (rainha do céu e esposa de Júpiter).
Com a república surgiu Ceres (deusa da Terra e dos cereais), Líber e Libera. Mais tarde, a influência grega inseriu uma adaptação para o panteão romano do deus grego do comércio e da eloquência (Mercúrio) sob as feições de Hermes, e o deus grego do vinho (Dioniso), como Baco.

## Génese

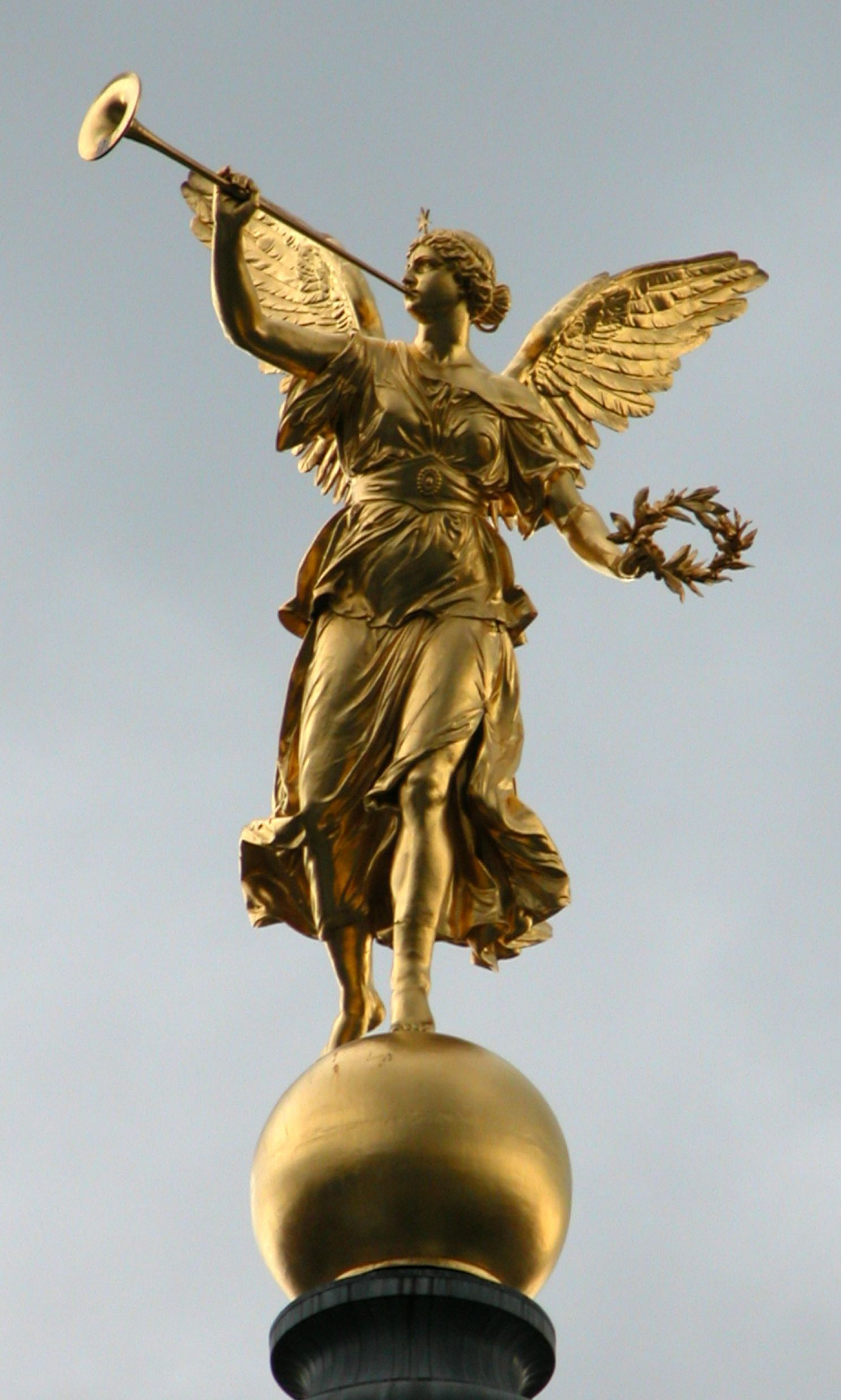
Deusa Fama
Estátua na Universidade de Belas Artes de Dresden, Alemanha

Alguns dos deuses romanos foram inspirados nos deuses gregos mas também alguns de origem etrusca colaboraram para a primeira fase da religião. Posteriormente os sincretismos com os egípcios, fenícios e frígios deram sua configuração final.

## Mitos e rituais

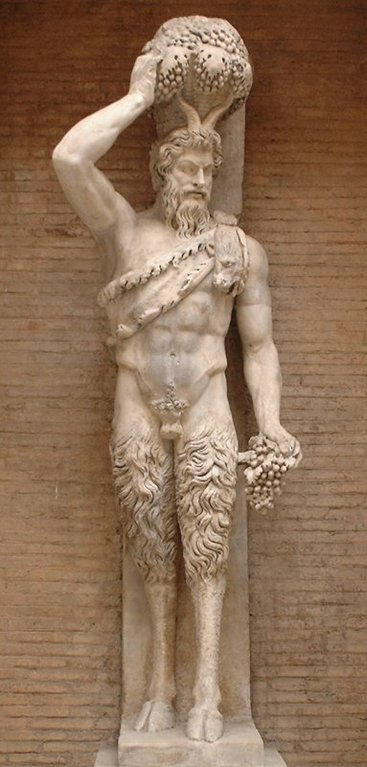
Lupércio: Uma das poucas divindades exclusivamente romanas, que resistiu à analogia entre Pã e Silvano.
Estátua em Pompeia

A mitologia romana consistia de um sistema bastante desenvolvido de rituais, escolas de sacerdócio e grupos relacionados a deuses. Também apresentava um conjunto de mitos históricos acerca da glória e da fundação de Roma envolvendo personagens humanos com ocasionais intervenções divinas. As divindades romanas que surgiram antes da analogia grega eram Abeona, Ana Perena, Belona, Carmenta, Fama, Fames, Fauna, Flora, Fornax, Fortuna, Jano, Juturna, Lares, Ísis, Líber, Libitina, Lúlio, Lupércio, Míser, Múrcia, Nemestrino, Pilumno, Picumno, Pomona, Roma, Vertumno, Quirino, Telumo e Término.
Em sua maioria foram associados a deuses gregos, mas em mitos que não eram idênticos; alguns poucos foram exclusivamente romanos. Outros como Somnos foram adaptados dos gregos, mas com interpretação diferente; neste caso Somno não ocupa apenas o conto de Hipnos, mas também de seus filhos Fântaso e Fantasia. Maia, para os romanos era a única filha de Atlas e Pleione; e não umas das sete plêiades, solitária e excepcional, o que justamente teria atraído a atenção de Júpiter.

## Deuses e divindades
Por ordem alfabética:
| Forma romana | Forma grega | Representa                                                                                               |
| ------------ | ----------- | --- |
| Anteros      | Anteros     | Deus da desilusão e do fim das paixões                                                                   |
| Baco         | Dioniso     | Deus das festas, do vinho, do lazer e do prazer. Originalmente cultuado com o nome de Líber.             |
| Belona       | Ênio        | Deusa da guerra.                                                                                         |
| Ceres        | Deméter     | Deusa da agricultura, do casamento e dos cereais                                                         |
| Cibele       | Reia        | Deusa da génese da vida e da Terra, alcunhada como Magna Mater                                           |
| Concórdia    | Harmonia    | Deusa da harmonia e paz nos lares.                                                                       |
| Cupido       | Eros        | Deus da paixão                                                                                           |
| Diana        | Ártemis     | Deusa da caça, dos desportos e dos animais selvagens                                                     |
| Plutão       | Hades       | Deus da riqueza e da morte, senhor do mundo inferior. Irmão de Júpiter e Neptuno.                        |
| Discórdia    | Éris        | Deusa da maldição e das desgraças                                                                        |
| Esculápio    | Asclépio    | Deus da medicina                                                                                         |
| Fauna        | Ninfa       | Deusa da fertilidade e feminilidade, alcunhada como Bona Dea                                             |
| Febo         | Apolo       | Deus da música e da poesia, irmão gémeo de Diana                                                         |
| Fortuna      | Tique       | Deusa do desenvolvimento urbano, do destino e da sorte                                                   |
| Jano         |             | Deus com dois rostos que cuida da porta dos céus: um virado para o passado e o outro para o futuro       |
| Juno         | Hera        | Deusa do casamento e da fidelidade, irmã e esposa de Júpiter                                             |
| Justiça      | Némesis     | Deusa da justiça e da vingança                                                                           |
| Júpiter      | Zeus        | Pai da maioria dos deuses, senhor dos trovões e raios, irmão de Netuno e Plutão                          |
| Lares        |             | Espíritos ancestrais protectores da casa e da família                                                    |
| Letus        | Tánatos     | Deus da morte não violenta e da velhice                                                                  |
| Libertas     |             | Deusa da liberdade                                                                                       |
| Marte        | Ares        | Deus da guerra, das armas, dos camponeses, da virilidade e do trabalho árduo                             |
| Mercúrio     | Hermes      | Deus do comércio, da diplomacia, da eloquência e da ladroeira. Filho de Júpiter e mensageiro dos deuses. |
| Minerva      | Atena       | Deusa da sabedoria, da estratégia, da arquitectura, engenharia e artes                                   |
| Neptuno      | Poseidon    | Deus dos mares, dos terremotos e dos cavalos                                                             |
| Silvano      | Pã          | Deus das florestas, da pecuária e do pânico                                                              |
| Saturno      | Cronos      | Filho de Gaia e Urano, deus do tempo, pai dos três maiores deuses olímpicos, Júpiter, Neptuno e Plutão.  |
| Vénus        | Afrodite    | Deusa do amor e da beleza                                                                                |
| Vulcano      | Hefesto     | Deus do fogo, da lava e da metalurgia                                                                    |
| Céu          | Urano       | Deus do tempo espaço e do universo, pai de Saturno                                                       |
| Terra        | Gaia        | Deusa da terra e da fertilidade do solo, mãe dos titãs, ciclopes, gigantes.                              |
| Tártaro      | Tártaro     | Marido de Gaia e também a parte mais profunda da terra.                                                  |